# 피터 쉬프

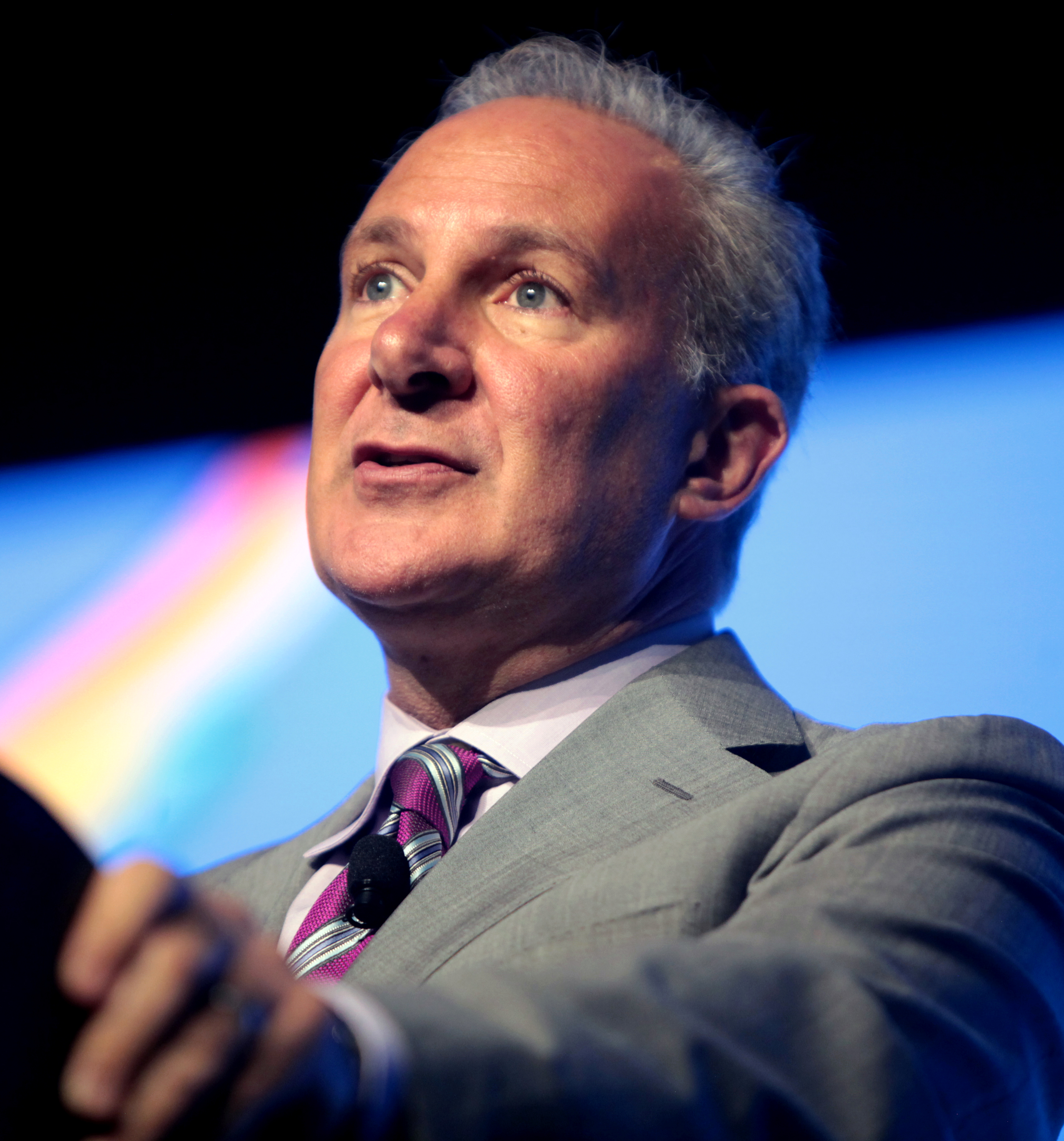
2016년 모습

피터 쉬프(Peter Schiff, 본명: 피터 데이비드 쉬프, Peter David Schiff, /ʃɃf/, 1963년 3월 23일 출생, 별명: 닥터 둠, "Dr. Doom")는 미국의 주식 중개인이자 금융 평론가이자 라디오 방송인이다. 그는 또한 독립 투자 자문사인 유로 퍼시픽 어셋 매니지먼트(Euro Pacific Asset Management)를 포함한 다른 금융 서비스 회사 쉬프 골드(Schiff Gold, 구 Euro Pacific Precious Metals)에서 다양한 역할을 맡고 있다. 캐나다(구 유로 퍼시픽 캐나다, Euro Pacific Canada)에서 에셜론 웰스 파트너(Echelon Wealth Partners)를 공동 창립했다. 그는 2008년 금융위기를 예측했다.